# 2. hokejová liga SR 1997/1998
Sezóna 1997/1998 byla 5. ročníkem 2. slovenské hokejové ligy. Vítězem se stal tým HKm Zvolen B, který úspěšně postoupil do 1. hokejové ligy. Z 1. ligy sestoupil ŠK Matador Púchov.

## Systém soutěže
Soutěž byla rozdělena do tři skupin (západ, střed a východ). Celkem se jich zúčastnilo 22 týmů, do skupin západ a střed po osmi družstev a skupina východ šest týmů. Ve všech skupinách se hrálo 1x venku a doma. Bodový systém byl stejný z předešlé sezony, za výhru se získalo dva body, za remízu jeden bod a za prohru nezískal klub žádný bod. První dva týmy z každé skupiny postoupili do finálové části o postup. Zbylé týmy ze skupiny střed hráli o umístění. Nejlepší tým postoupil přímo do 1. ligy. Ze soutěže se nesestupovalo.

## Základní část

### Skupina západ
|  | Postupující do skupiny o postup |

| Poř. | Tým                      | Z  | B  | V  | R | P  | Skóre  | +/–  |
| ---- | ------------------------ | -- | -- | -- | - | -- | ------ | ---- |
| 1    | KĽŠ Spartak Trnava       | 14 | 26 | 13 | 0 | 1  | 95:28  | +67  |
| 2    | VTJ Levice               | 13 | 21 | 10 | 1 | 2  | 93:39  | +54  |
| 3    | HK VTJ Piešťany          | 14 | 18 | 8  | 2 | 4  | 81:34  | +47  |
| 4    | HK 95 Považská Bystrica  | 13 | 14 | 6  | 2 | 5  | 64:46  | +18  |
| 5    | TJ Lokomotíva Nové Zámky | 14 | 12 | 6  | 0 | 8  | 68:60  | +8   |
| 6    | Iskra Partizánske        | 14 | 11 | 5  | 1 | 8  | 52:62  | –10  |
| 7    | Retir Sľažany            | 14 | 8  | 4  | 0 | 10 | 51:63  | –12  |
| 8    | HK Levice                | 14 | 0  | 0  | 0 | 14 | 21:203 | -182 |

- Zápas HK 95 Považská Bystrica proti VTJ Levice se neuskutečnil.

### Skupina střed
|  | Postupující do skupiny o postup   |
|  | Sestupující do skupiny o umístění |

| Poř. | Tým                 | Z  | B  | V  | R | P  | Skóre | +/– |
| ---- | ------------------- | -- | -- | -- | - | -- | ----- | --- |
| 1    | HKm Zvolen B        | 14 | 25 | 12 | 1 | 1  | 86:26 | +60 |
| 2    | HK Pucov            | 14 | 22 | 10 | 2 | 2  | 75:40 | +35 |
| 3    | HK Dolný Kubín      | 14 | 16 | 8  | 0 | 6  | 60:44 | +16 |
| 4    | HKM Rimavská Sobota | 14 | 14 | 7  | 0 | 7  | 53:56 | –3  |
| 5    | HKm Detva           | 14 | 10 | 4  | 2 | 8  | 46:50 | –4  |
| 6    | HK Liesek           | 14 | 10 | 5  | 0 | 9  | 51:67 | –16 |
| 7    | HK ŠKP Žilina B     | 14 | 8  | 3  | 2 | 9  | 40:87 | –47 |
| 8    | MŠK VTJ Brezno      | 14 | 7  | 3  | 1 | 10 | 40:81 | –41 |

### Skupina východ
|  | Postupující do skupiny o postup |

| Poř. | Tým                       | Z  | B  | V | R | P | Skóre | +/– |
| ---- | ------------------------- | -- | -- | - | - | - | ----- | --- |
| 1    | HKm Humenné               | 10 | 18 | 9 | 0 | 1 | 76:22 | +54 |
| 2    | HK Agro White Lady Levoča | 10 | 16 | 8 | 0 | 2 | 63:22 | +41 |
| 3    | HK Apex Rožňava           | 10 | 13 | 6 | 1 | 3 | 56:38 | +18 |
| 4    | HC 46 Bardejov            | 10 | 9  | 4 | 1 | 5 | 34:47 | –13 |
| 5    | HK Slovan Gelnica         | 10 | 2  | 1 | 0 | 9 | 37:70 | –33 |
| 6    | HK Slávia 87 Stropkov     | 10 | 2  | 1 | 0 | 9 | 20:87 | –67 |

## O Postup
|  | Postupující |

| Poř. | Tým                       | Z  | B  | V | R | P | Skóre | +/– |
| ---- | ------------------------- | -- | -- | - | - | - | ----- | --- |
| 1    | HKm Zvolen B              | 10 | 16 | 8 | 0 | 2 | 44:24 | +20 |
| 2    | HK Agro White Lady Levoča | 10 | 14 | 6 | 2 | 2 | 39:24 | +15 |
| 3    | KĽŠ Spartak Trnava        | 10 | 13 | 6 | 1 | 3 | 40:33 | +7  |
| 4    | VTJ Levice                | 10 | 7  | 3 | 1 | 6 | 18:27 | –9  |
| 5    | HKm Humenné               | 10 | 6  | 3 | 0 | 7 | 32:42 | –10 |
| 6    | HK Pucov                  | 10 | 4  | 2 | 0 | 8 | 29:52 | –23 |

## O Umístění

### Skupina západ
Ve skupině západ se o umístění nehrálo.

### Skupina střed
| Poř. | Tým                 | Z | B | V | R | P | Skóre | +/– |
| ---- | ------------------- | - | - | - | - | - | ----- | --- |
| 3    | HKM Rimavská Sobota | 6 | 8 | 4 | 0 | 2 | 40:23 | +17 |
| 4    | HK Dolný Kubín      | 6 | 7 | 3 | 1 | 2 | 40:33 | +7  |
| 5    | HK ŠKP Žilina B     | 6 | 7 | 3 | 1 | 2 | 33:37 | –4  |
| 6    | MŠK VTJ Brezno      | 6 | 2 | 1 | 0 | 5 | 20:40 | –20 |

HKm Detva a HK Liesek v soutěži nepokračovali.

### Skupina východ
Ve skupině západ se o umístění nehrálo.